# Lincoln Aviator
O Lincoln Aviator é um utilitário esportivo de porte médio da Lincoln, fabricado entre 2002 (lançado como modelo 2003) e 2005 e novamente desde 2019. Compartilha sua plataforma com o Ford Explorer.

## Galeria
- Primeira geração (2002–2005)
- Segunda geração (2019–presente)